# Біркін (сумка)

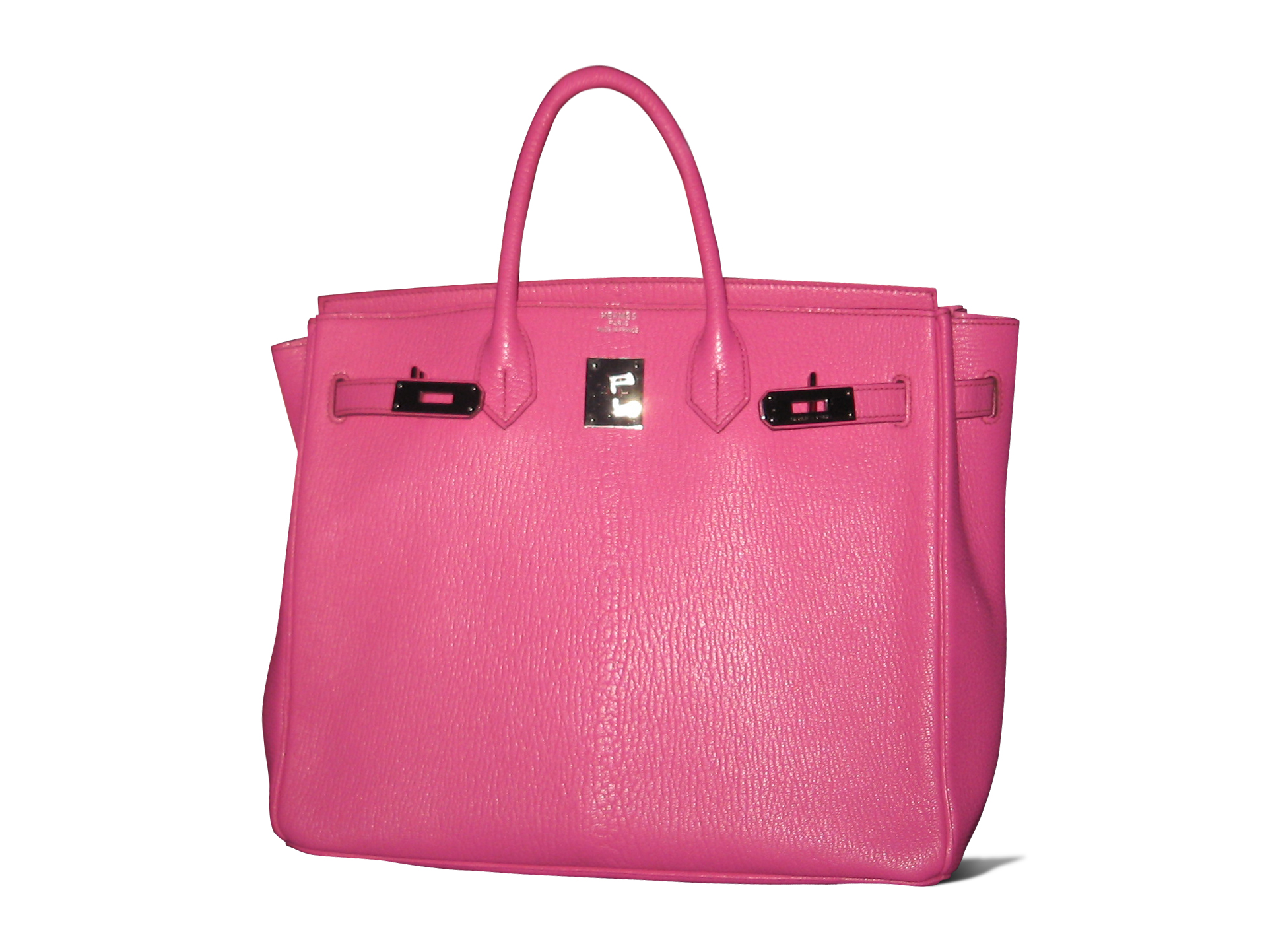
Рожева сумка Біркін

«Біркін» (англ. Birkin bag) — сумка, представлена в 1984 році французьким виробником предметів розкоші Hermès. Сумки Біркін виготовлені зі шкіри вручну і названі на честь англо-французької актриси та співачки Джейн Біркін.
Сумка швидко стала символом статусу та ексклюзивності через високу ціну та довгі черги очікування. Сумки Біркін є популярними серед колекціонерів сумок, і колись їх вважали найрідкіснішою жіночою сумочкою у світі. Цінність сумки є похідною її навмисно високої ціни, яка призвела до того, що її називають товаром Веблена.
У 2020 році ціни починалися з 11 000 доларів США за звичайну шкіряну сумку. Вартість може сильно відрізнятися залежно від типу шкіри, використання екзотичної шкіри, дорогоцінних металів і дорогоцінних каменів для створення сумки. Сумка з екзотичної шкіри та діамантів була продана на аукціоні Крістіз у Гонконзі за рекордну ціну в 380 000 доларів США (2,94 млн гонконзьких доларів) у травні 2017 р. Сумки Біркін розповсюджуються в бутиках Hermès за нерегулярним графіком і в обмежених кількостях, що створює штучний дефіцит і ексклюзивність. Біркін заполонили ринок перепродажу висококласних речей і часто перепродуються в бутиках секонд-хенду та через соціальні мережі.

## Історія

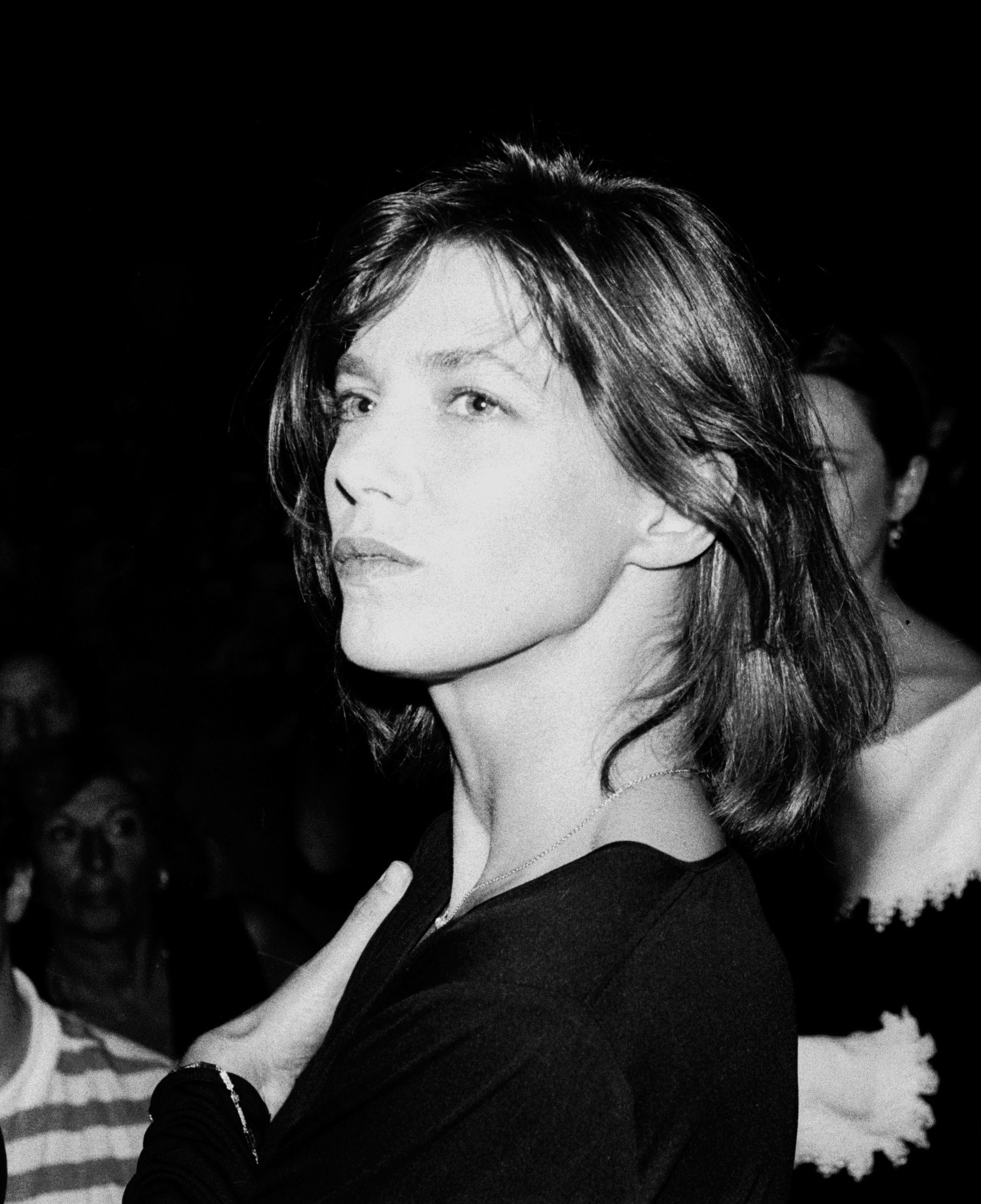
Англо-французька актриса та співачка Джейн Біркін (на фото 1985 року), стала натхнення для сумки з таким же ім'ям

У 1981 році виконавчий директор Hermès Жан-Луї Дюма сидів поруч із Джейн Біркін під час авіарейсу з Парижа до Лондона. Її тодішній партнер Жак Дуайон за два дні до того переїхав машиною фірмовий солом'яний кошик Біркін, і вона використовувала іншу дорожню сумку; вміст сумки висипався, коли вона намагалась скласти її в верхнє відділення над своїм сидінням, змусивши їй задуматися про заміну. Біркін пояснила Дюма, що їй було важко знайти шкіряну сумку для вихідних, яка б їй подобалась, і вона спитала Дюма чи зможе Hermès виготовити більшу версію сумки Келлі.
Ця зустріч надихнула Дюма на створення м'якої чорної шкіряної сумки на основі попереднього дизайну «Haut à Courroies», створеного Hermès близько 1900 року. Спочатку Біркін користувалася сумкою, але передумала, оскільки вона носила в ній занадто багато речей. «Яка користь мати другу сумку?», — спитала вона зі сміхом: «Потрібна лише одна сумка, і вона може зламати твою руку; вони занадто важкі. Мені доведеться робити операцію на сухожиллі в плечі»[відсутнє в джерелі]. З кінця 1980-х рр. сумка стала символом статусу, хоча її стало набагато простіше придбати завдяки перепродажам на вторинному ринку.
У липні 2015 року Біркін попросила Hermès припинити використовувати її ім'я для версії сумки зі шкіри крокодила через етичні міркування, оскільки PETA стверджувала, що крокодилячі ферми, які постачали Hermès шкіру для виготовлення сумок, запихали своїх тварин у пусті бетонні ями. PETA повідомила: «усього у віці одного року в алігаторів стріляють із рушниці з затвором або грубо їх ріжуть, поки вони ще при свідомості та можуть відчувати біль». Біркін попросила Hermès «змінити назву Birkin Croco, доки не буде впроваджено кращу практику відповідно до міжнародних норм». Незабаром після цього компанія Hermès повідомила, прохання Біркін було задоволено.

## Дизайн

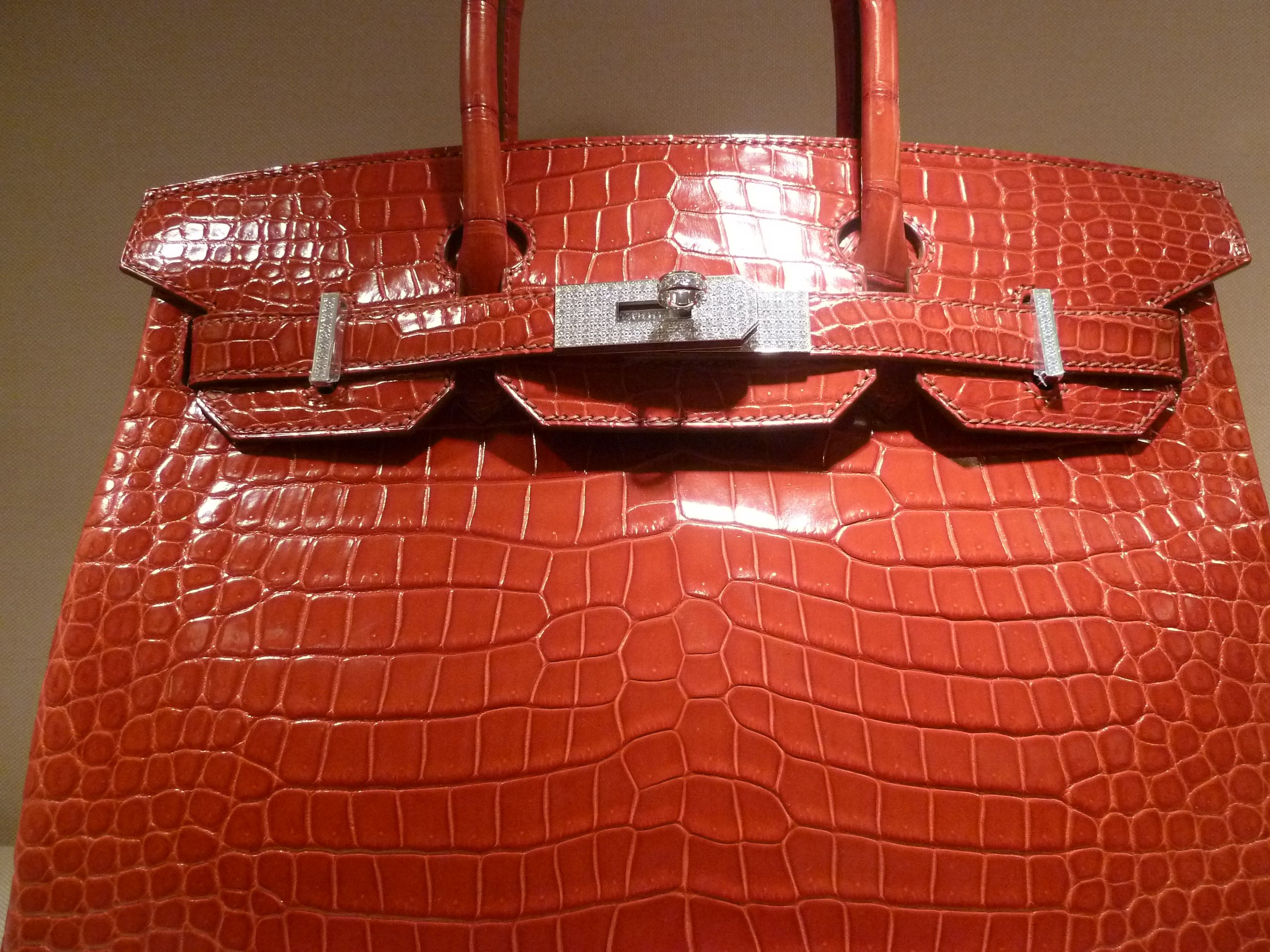
Червона сумка Hermès Біркін зі шкіри крокодила

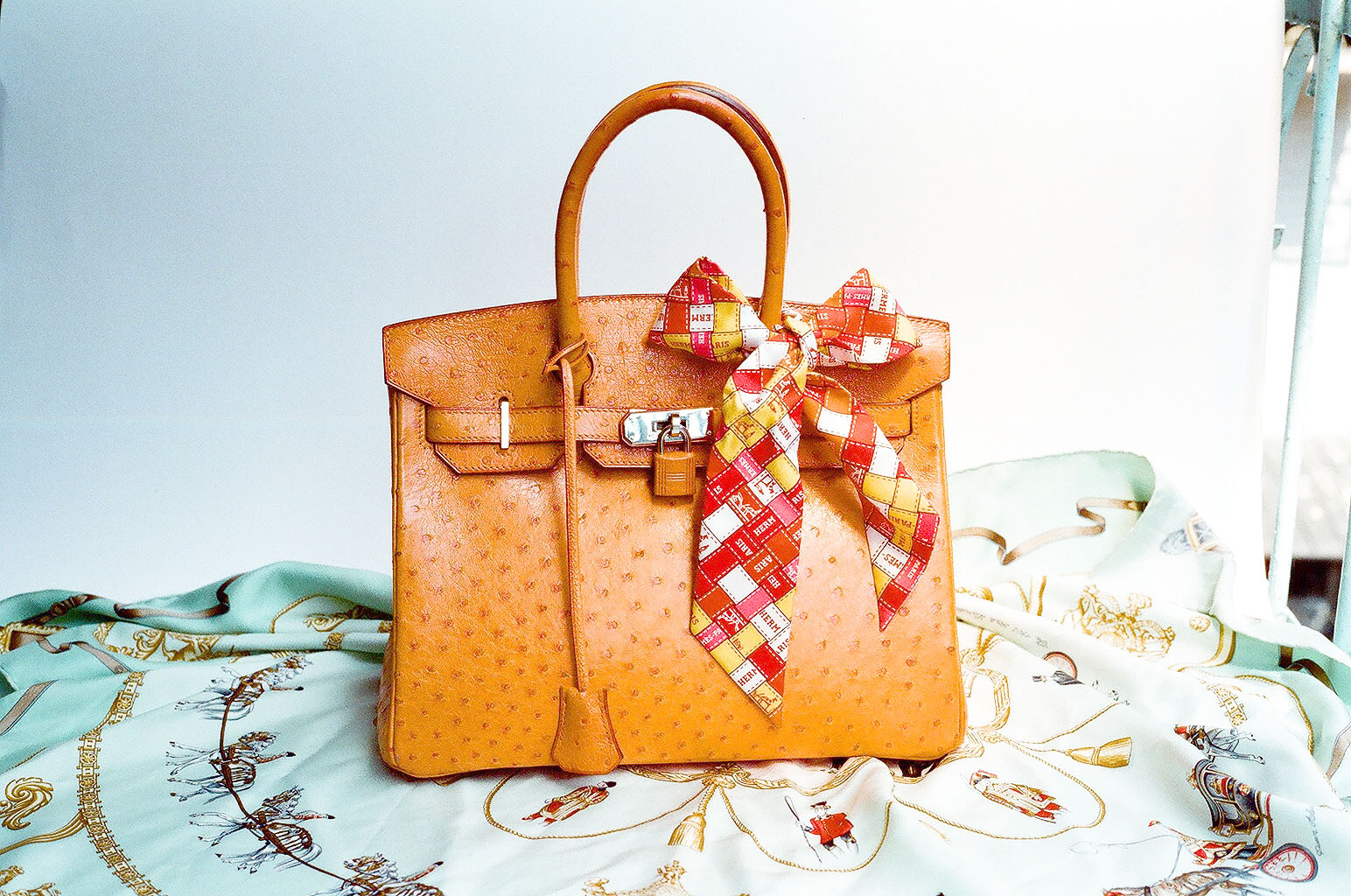
Сумка Hermès Ostrich Біркін з відповідним покритим шкірою замком, шнурком для ключів і картатим бантом

Сумки Біркін продаються в різних розмірах. Кожна із них може бути виготовлена на замовлення з різною шкірою, кольором і кріпленнями на вибір клієнта. Можливі і інші індивідуальні варіанти, наприклад, інкрустація алмазами.
Сумка може вироблятися з різних шкір, таких як теляча шкіра, шкіра ящірки та страуса. Серед найдорожчих раніше була шкіра гребенястого крокодила, і сумки з меншою лускою коштують дорожче, ніж з більшою. Кожна сумка обшита козячою шкірою, колір внутрішньої сторони збігається з зовнішнім. Ціни на сумку Біркін залежать від типу шкіри, кольору та кріплень.
Розміри варіюються від 25, 30, 35 до 40 сантиметрів (від 10, 12, 14 до 16 дюймів), розміри дорожніх сумок 50 і 55 сантиметрів (20 і 24 дюйма). Сумки також доступні у різноманітних кольорах, таких як чорний, коричневий, золотисто-коричневий, темно-синій, оливково-зелений, помаранчевий, рожевий, синій, червоний і білий.
Сумка має замок і ключі. Ключі вкладено в шкіряний ремінець, відомий як клошет, який протягують через ручку. Сумка замикається шляхом закриття верхніх клапанів через петлі пряжки, обертання ременів пряжки або закриття замка на передній частині. Замки та ключі мають номерний код. Перші замки містили лише одну цифру на нижній частині замка. В останні роки Hermès додав другий номер під маркою замка Hermès. Номери замків можуть бути однаковими для сотень замків, оскільки це номери партій, у яких були виготовлені замки.
Металева фурнітура (замок, ключі, пряжка та шпильки на основі) покриті золотом або паладієм. Деталізація діамантами — ще один індивідуальний варіант.
Hermès пропонує «курортне лікування», яке являє собою відновлення стану сумок, які часто використовуються.
«Падаюча зірка» Біркін має металеве зображення, що нагадує падаючу зірку, виштамповане поруч із маркою «Hermès, Paris Made in France» золотого або срібного кольору відповідно до фурнітури та тиснення. В деяких випадках штамп буває сліпим або безбарвним, якщо сумка виготовлена з однієї або двох шкір, на яких не використовується металеве тиснення. Іноді сумки Біркін або інші сумки Hermès можуть виготовлятися незалежними майстрами для «особистого користування», але лише раз на рік. На кожній сумці є клеймо майстра, який зробив сумку. Ці ідентифікації відрізняються між майстрами, але не відрізняються для кожної виготовленої сумки тим самим майстром. Клеймо різних ремісників на сумках можна знайти тому, що клеймо не є серійним посиланням. Шрифт і послідовність тиснення можуть відрізнятися в залежності від майстра.
Сумку Біркін можна відрізнити від аналогічної Hermès Келлі за кількістю ручок. Сумочка Келлі має одну ручку, в той час як Біркін має дві ручки.

## Виготовлення
Сумки виготовляються вручну у Франції з використанням фірмового сідлового шва компанії, розробленого в 1800-х роках. Кожна сумка вручну шиється одним майстром, а потім шліфується, фарбується та полірується, виготовлення займає до 18 годин. Стверджується, що ремісники мають тренуватися протягом п'яти років, перш ніж їм дозволять зробити першу сумку Біркін. Шкіру отримують з різних шкіряних виробництв у Франції, що призводить до різних запахів і текстур. Компанія виправдовує вартість сумки Біркін порівняно з іншими сумками ступенем майстерності виготовлення.

## Попит
За оцінками 2014 року, компанія Hermès випустила 70 000 сумок Біркін того року. Сумка є дуже бажаною, станом на 2006 рік вважалося, що термін перебування в листі очікування на Біркін складає до шести років. Стверджується, що рідкість цих сумок є штучною для збільшення попиту з боку колекціонерів.
В результаті високого попиту сумка Біркін має високу вартість перепродажу в багатьох країнах, особливо в Азії, до такої міри, що деякі люди вважають сумку інструментом інвестування. Одне дослідження 2016 року показало, що середня річна прибутковість сумок Біркін становила 14,2 % між 1980 і 2015 роками, що значно перевершило індекс S&P 500 за доходами за той самий період. У квітні 2010 року компанія Hermès оголосила, що лист очікування буде скасовано, маючи на увазі, що сумки потенційно будуть доступні для широкої загалу.
У березні 2013 року газета Зірка Філіппін повідомила, що високоякісну 30-сантиметрову модель Shiny Rouge H Porosus Crocodile Birkin з 18-каратною золотою фурнітурою та інкрустованою діамантами було продано за 203 150 доларів США на аукціоні в Далласі, штат Техас, США.
У травні 2017 року 30-сантиметрову (12-дюймову) матово-білу сумку Біркін з шкіри гімалайського нілотичного крокодила з 18-каратним білим золотом і фурнітурою з 245 діамантами було продано на аукціоні Крістіз у Гонконзі за 2,94 мільйонів гонконгзьких доларів (377 261 доларів США), при цьому було встановлено новий рекорд найдорожчої сумочки в світі.
За словами аналітика, наведеними The New York Times у 2019 році, на ринку представлено більше мільйона сумок Біркін, тоді як лише у одному бутику перепродажу в Маямі було продано уживаних сумкок Біркін на суму понад 60 мільйонів доларів США за п'ять років.
Обмежена доступність сумок Біркін частково пояснюється нечіткою стратегією продажу в бутиках; ймовірність того, що певний бутик Hermès сприятиме продажу будь-якому потенційному клієнту невелика, оскільки популярна чутка припускає, що потрібно мати давні стосунки з одним із торгових працівників Hermès, щоб придбати сумку Біркін, і списки очікування на них більше не існують.

## Підробки
На додачу до можливих підробок, які трапляються з всіма відомими брендами, підроблені сумки Hermès, включно з сумками Біркін, як стверджується, були виготовлені групою, до складу якої входили сім колишніх працівників Hermès. У червні 2020 року десять осіб постали перед судом за звинуваченнями у виготовленні десятків підроблених сумок, які продавалися за десятки тисяч євро кожна, із загальним прибутком понад 2 мільйони євро. Злочин розкрили поліцейські, які розслідували непов'язані викрадені товари. Четверо з них були кваліфікованими обробниками шкіри; сумки були виготовлені за допомогою методів Hermès. Підроблювачі імпортували крокодилячу шкіру. Обрізки шкіри, інструменти, застібки-блискавки та несправні сумки, які мали бути знищені, були вкрадені з Hermès.

## У масовій культурі
Сумка Біркін є головним елементом сюжету епізоду телесеріалу Секс і місто «Coulda, Woulda, Shoulda», в якому Саманта потрапляє в п'ятирічний список очікування на отримання сумки Біркін. Вона настільки відчайдушно хоче отримати сумку Біркін, що починає неправдиво стверджувати що сумка призначеня для її знаменитої клієнтки Люсі Лью. Коли Лью дізнається про це, вона звільняє Саманту та залишає сумку собі. Сумка Біркін також часто з'являлася в підлітковому хіт-серіалі «Пліткарка». Багато сумок, включаючи сумку Біркін 35 з шкіри страуса кольору коньяку, були з особистої колекції Келлі Резерфорд, актриси, яка зіграла Лілі ван дер Вудсен.
У своїх мемуарах 2008 року Привезти додому Біркін: Моє життя в перегонах за найбажанішою сумочкою у світі автор Майкл Тонелло розповів про свою кар'єру продажу вживаних предметів розкоші на eBay.
В епізоді Вілл і Грейс «Останній колишній у Брукліні» колишня дівчина її чоловіка Діана, яка працює в Vogue, дарує Грейс сумку Біркін. Вілл розлючено каже, що два роки чекає на сумку.[первинне джерело]
У фільмі Вуді Аллена 2013 року персонаж Блакитного жасмину Кейт Бланшетт тримає сумку як щит до кінця, коли вона нарешті втрачає розум і свою сумку.
В епізоді "Дівчата Гілмор " «Ласкаво просимо до лялькового дому» Рорі отримує Біркін від свого хлопця Логана. Емілі каже, що близько до дня свого народження вона натякнула Річарду, що хоче мати сумку Біркін.
В епізоді «Теорія русалки» серіала «Як я зустрів вашу маму» Зої можна побачити зі світло-коричневою сумкою Біркін, коли вона заходить до бару, щоб зустрітися та посидіти з Тедом у пабі Макларен.[джерело?]
У 2013 році Кім Кардашьян потрапила в новини завдяки Біркін вартістю 40 000 доларів США, яку їй подарував її чоловік Каньє Вестом, і на якій художник Джордж Кондо намалював групу оголених фігур. На іншій світлині зображено дитину Хлої Кардашьян, з сумками вартістю 108 000 доларів США, що викликало кілька негативних коментарів щодо надмірного споживання. Крім того, була оприлюднена світлина дочки Кім з сумкою Hermès вартістю 17 000 доларів США.
У своїх мемуарах 2015 року «Примати Парк-Авеню» авторка Веднесдей Мартін розповідає, як сумки Біркін вказують на статус соціального класу в верхньому Іст-Сайді.
Сумки Біркін згадуються у текстах численних реп-пісень, у тому числі «30-Something» від Jay-Z,[джерело?] «Electric Body» від ASAP Rocky і Schoolboy Q і треку «Jane» від Migos, який є посиланням на Джейн Біркін. Після випуску пісні «Big Mood» (в сумісництві з Future) канадський репер Дрейк пояснив текст пісні, заявивши, що він зібрав величезну колекцію сумок Біркін як подарунок своїй майбутній дружині.
Росма Мансор, друга дружина Наджиба Разака, колишнього прем'єр-міністра Малайзії, як стверджують, володіє найбільшою колекцією Біркін у світі. У 2018 році поліція Малайзії знайшла загалом 272 сумки Hermès вартістю майже 13 мільйонів доларів США після опису трьох квартир родини в Куала-Лумпурі.
Інші відомі великі колекції сумок Біркін включають: сингапурську світську левицю Джеймі Чуа, яка, як повідомляється, володіє понад 200 сумками Hermès Біркін і Келлі, і знамениту модельєрку Вікторію Бекхем, яка, як повідомляється, має понад 100 сумок Біркін.
У 2021 році американський дизайнер MSCHF придбав сумки Біркін на суму 122 500 доларів США і використав їх для створення нових босоніжок Birkinstocks. У лютому 2021 року репера Future бачили в такому взутті.
Комік і репер Зак Фокс згадує сумки Біркін у своїй пісні «Marinate». Реперка Карді Бі також є прихильницею сумок Біркін і згадує про них у своїй пісні 2018 року «She Bad» і хітах 2021 року «Up».
У телесеріалі Хороша боротьба, в епізоде «The Gang Offends Everyone», Лукка купує собі новеньку сумку Біркін за 20 000 доларів і відразу страждає від наслідків. По-перше, використання Біркін впадає в очі і змушує людей піднімати брови — Марісса, охає, ахає, та іронізує: «Будь хто хоче Біркін. Як яхту чи поні». Але це також викликає питання, чи справді в неї є гроші, щоб заплатити за це. Сумка Біркін, яку використовували на знімальному майданчику, була справжньою.